# Burrigplatz
Burrigplatz (lb. Buergplaz zu Huldang, niem. Burgplatz) – mała miejscowość (lieu-dit) w północnym Luksemburgu, w kantonie Clervaux, w gminie Troisvierges. Do 3 października 2015 miejscowość leżała w dystrykcie Diekirch. Znajduje się tutaj drugie pod względem wysokości wzniesienie w Luksemburgu Buurgplaatz (559 m n.p.m.)